# Eriocaulon hildebrandtii
Eriocaulon hildebrandtii là một loài thực vật có hoa trong họ Cỏ dùi trống. Loài này được Körn. ex Ruhland mô tả khoa học đầu tiên năm 1899.